# Doxocopa
Genre
Le genre Doxocopa regroupe des lépidoptères appartenant à la famille des Nymphalidae et à la sous-famille des Apaturinae.

## Dénomination
Le genre Doxocopa a été décrit par l'entomologiste allemand Jacob Hübner en 1819.

### Synonymes
- Catargyria (Hübner, 1823)
- Chlorippe (Doubleday, 1844)

## Taxinomie
Liste des espèces
- Doxocopa agathina(Cramer, [1777]) en Guyana et au Brésil.

Deux sous-espèces
- Doxocopa burmeisteri ou Doxocopa cyane burmeisteri
- Doxocopa callianira (Ménétriés, 1855); au Mexique, au Costa Rica, au Nicaragua et au Guatemala.
- Doxocopa cherubina ou Doxocopa laurentia cherubina (C. & R. Felder, 1867);
- Doxocopa clothilda (C. & R. Felder, [1867]) au Costa Rica et en Colombie.
- Doxocopa cyane (Latreille, [1813]), le long de la côte Pacifique, au Mexique, en Colombie, en Bolivie, au Venezuela, en Argentine et au Pérou.
  - Doxocopa cyane cyane
  - Doxocopa cyane burmeisteri (Godman & Salvin, [1884]); en Argentine
  - Doxocopa cyane mexicana Bryk, 1953; au Mexique et en en Colombie.
  - Doxocopa cyane vespertina Lamas, 1999 ; au Pérou.
- Doxocopa elis (C. & R. Felder, 1861); en Colombie, Équateur, Bolivie, Venezuela et au Pérou.
- Doxocopa excelsa (Gillott, 1927); au Nicaragua et au Costa Rica.
- Doxocopa kallina (Staudinger, 1886); en Argentine, au Paraguay et au Brésil.
- Doxocopa lavinia (Butler, 1866); en Bolivie, en Colombie et au Pérou.
- Doxocopa laure (Drury, [1773]);  au Mexique, au Panama et au Texas.

Six sous-espèces
- Doxocopa laurentia (Godart, [1824]); au Mexique, au Brésil, en Bolivie, Équateur, Colombie et au Pérou.
  - Doxocopa laurentia laurentia au Brésil
  - Doxocopa laurentia cherubina (C. & R. Felder, 1867); en Colombie, en Bolivie et au Pérou.
  - Doxocopa laurentia thalysia (Fruhstorfer, 1907); en Équateur
- Doxocopa linda(C. & R. Felder, 1862); au Costa Rica, au Panama, au Brésil, Paraguay, Pérou et Équateur.
  - Doxocopa linda linda au Pérou, au Brésil et en Équateur.
  - Doxocopa linda carwa Lamas, 1999; au Pérou.
  - Doxocopa linda godmani (Dannatt, 1904); au Venezuela.
  - Doxocopa linda mileta (Boisduval, 1870); au Brésil et au Paraguay.
  - Doxocopa linda plesaurina (Butler & Druce, 1872), au Costa Rica et à Panama.
- Doxocopa mentas Boisduval, 1870, synonyme de Doxocopa pavon theodora
- Doxocopa pavon(Latreille, [1809])au Texas,Mexique, au Panama, en Bolivie, Équateur et au Honduras. 
  - Doxocopa pavon pavon
  - Doxocopa pavon theodora (Lucas, 1857); au Mexique et au Honduras.
- Doxocopa plesaurina ou  Doxocopa linda plesaurina (Butler & Druce, 1872), au Costa Rica et à Panama.
- Doxocopa seraphina ou Doxocopa laurentia laurentia
- Doxocopa zalmunna (Butler, 1869); au Brésil.
- Doxocopa zunilda (Godart, [1824]) le long des cotes de l'Amérique du sud.
  - Doxocopa zunilda zulmida; en Argentine et au Brésil
  - Doxocopa zunilda felderi (Godman & Salvin, [1884]) à Panama, en Colombie, au Venezuela, en Bolivie et au Pérou.
  - Doxocopa zunilda floris (Fruhstorfer, 1907)au Pérou.

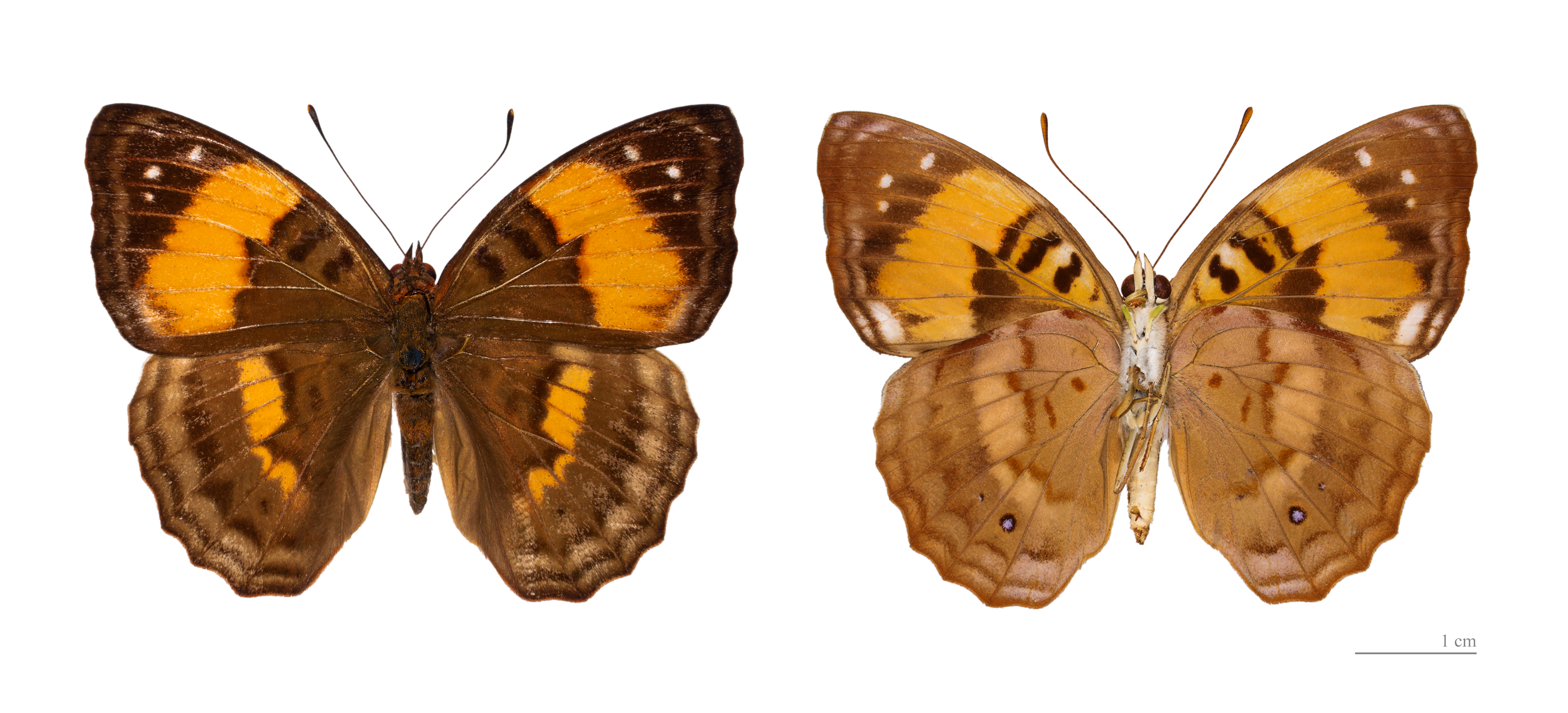
Doxocopa agathina - MHNT
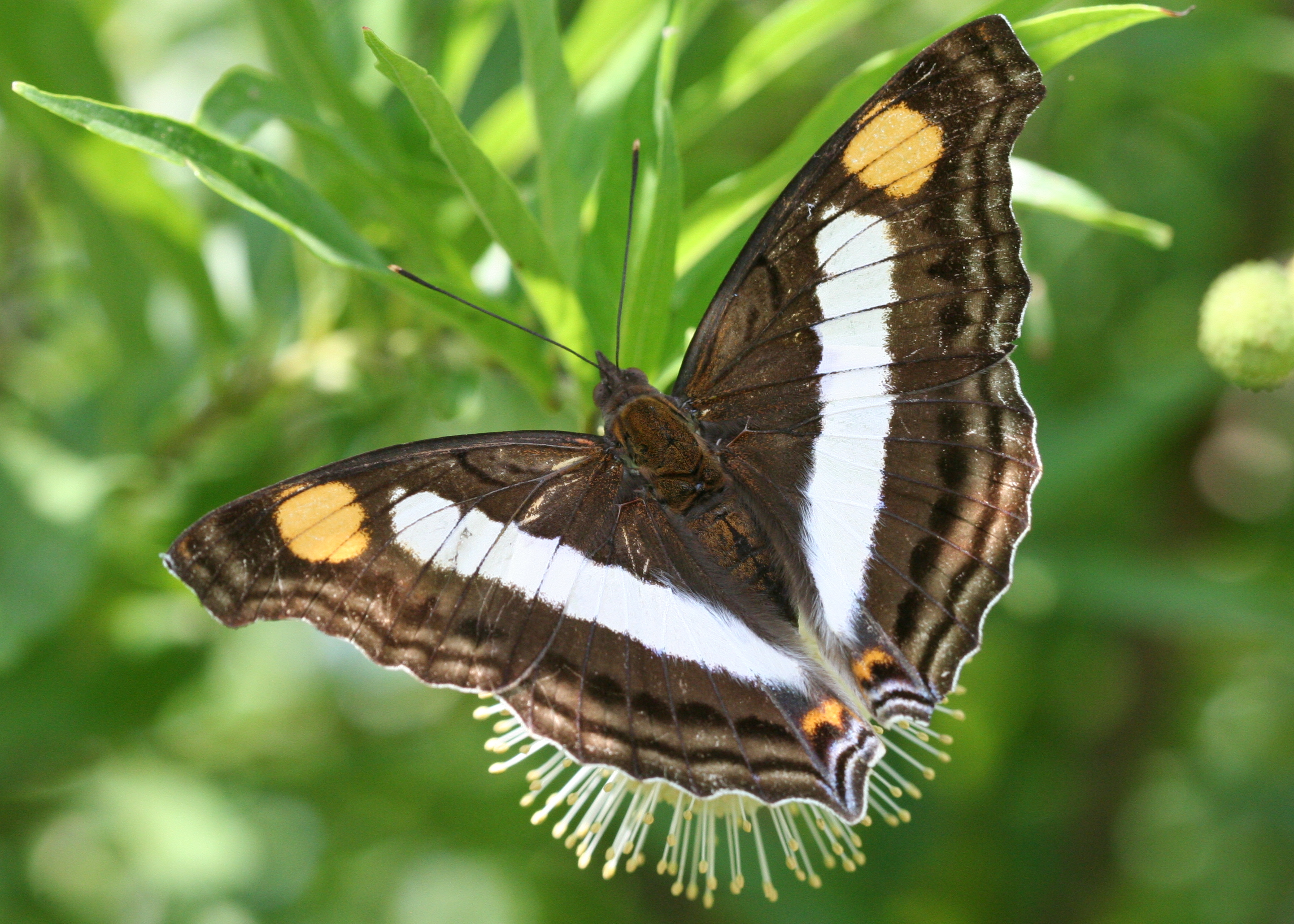
Doxocopa laure
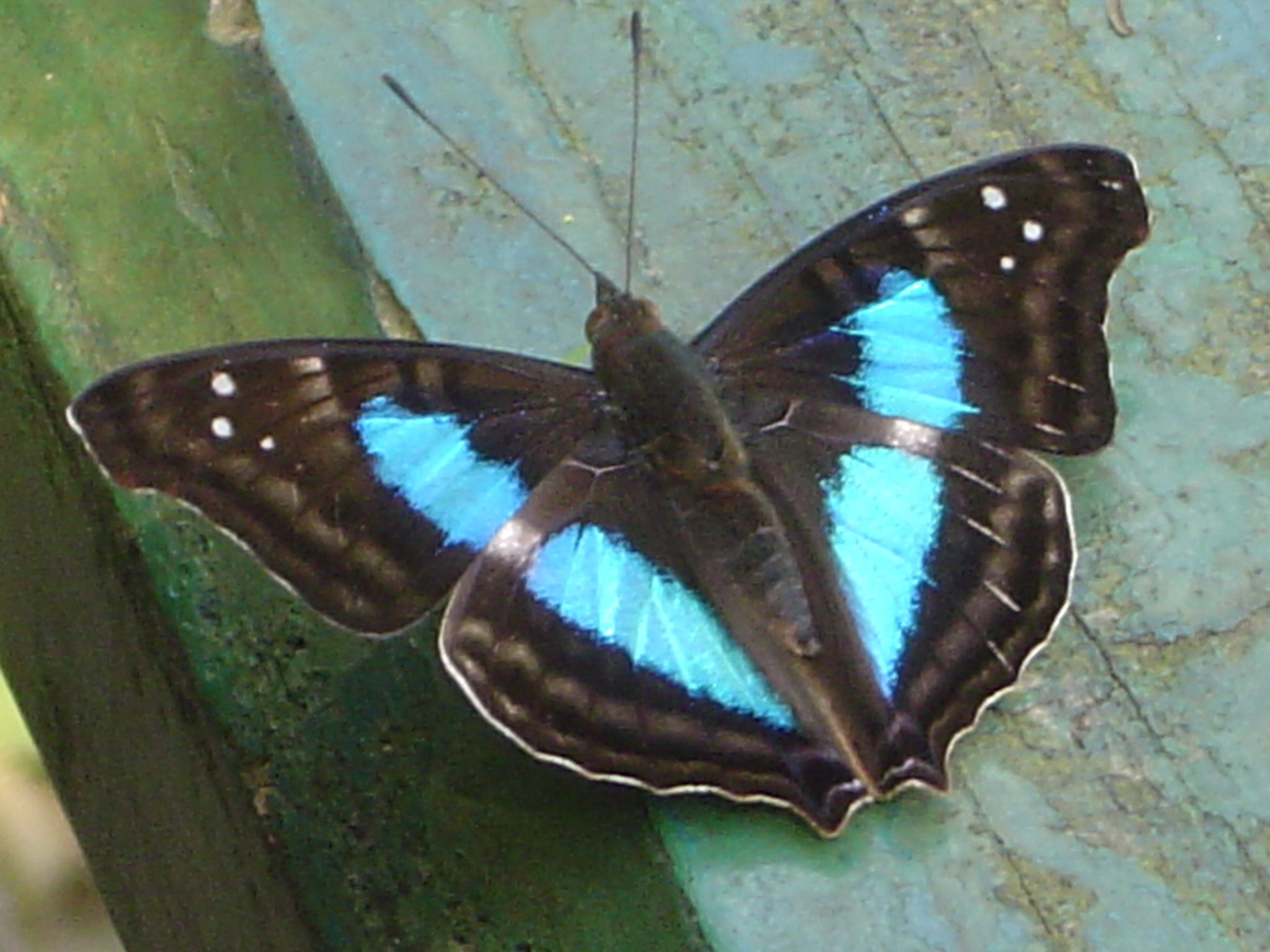
Doxocopa laurentia
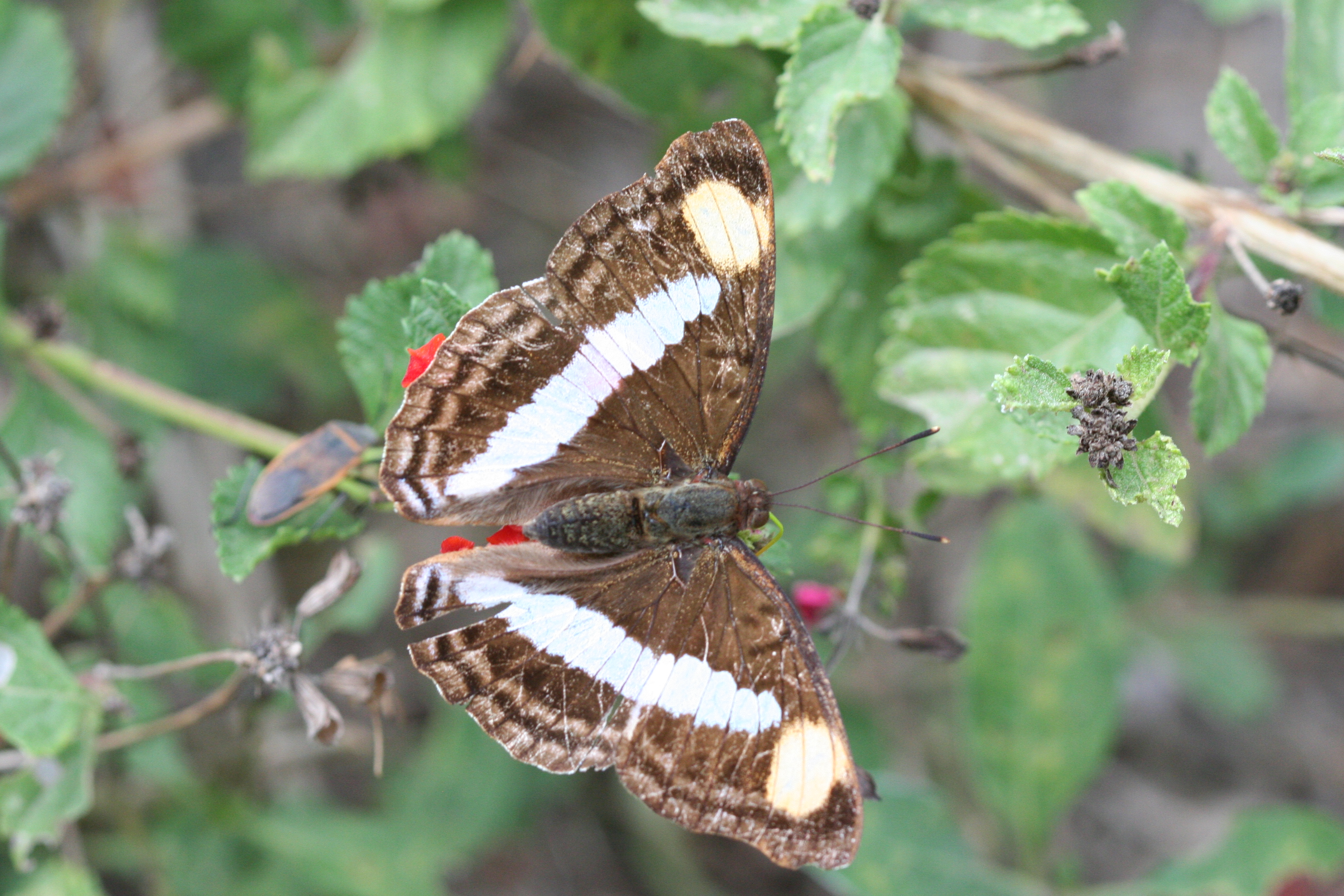
Doxocopa pavon

## Répartition
Ils résident tous en Amérique du sud et pour certains aussi en Amérique centrale, à Cuba ou à la Jamaïque., donc en zone subtropicale ou tropicale.

### Liens taxonomiques
- (en) Tree of Life Web Project : Doxocopa
- (en) Catalogue of Life : Doxocopa Hübner, 1819 (consulté le 8 avril 2023)
- (en) NCBI : Doxocopa (taxons inclus)